# Trigance
Trigance é uma comuna francesa na região administrativa da Provença-Alpes-Costa Azul, no departamento de Var. Estende-se por uma área de 60,6 km². Em 2010 a comuna tinha 204 habitantes (densidade: 3,4 hab./km²).